# بيتر إيفانز (موسيقي)
بيتر إيفانز (بالإنجليزية: Peter Evans)‏ هو موسيقي أمريكي، ولد في 1981 في نيويورك في الولايات المتحدة.

## وصلات خارجية
- بيتر إيفانز على موقع ميوزك برينز (الإنجليزية)
- بيتر إيفانز على موقع ديسكوغز (الإنجليزية)